# Wee1
Wee1 è una chinasi inibitoria che interviene nell'attivazione del complesso Cdk1-ciclina B, MPF,  tramite fosforilazione durante il checkpoint G2/M. 

## Ruolo di Wee1
Wee1 compete direttamente con la chinasi attivatrice Cak dominando su di essa. Una volta che le due chinasi (una attivatrice ed una inibitoria) hanno eseguito la fosforilazione interviene una fosfatasi Cdc25 che rimuove la chinasi inibitoria permettendo l'attivazione del complesso Cdk1-ciclinaB. È importante ricordare come il complesso M-Cdk induca l'ingresso della cellula nella fase M della mitosi; una volta che la fosfatasi attivatrice Cdc25 ha rimosso la chinasi inibitoria Wee1, la M-Cdk risulta attiva. Successivamente M-Cdk attiva a sua volta altri complessi M-Cdk in un feedback positivo.